# Дубинин, Виталий Алексеевич

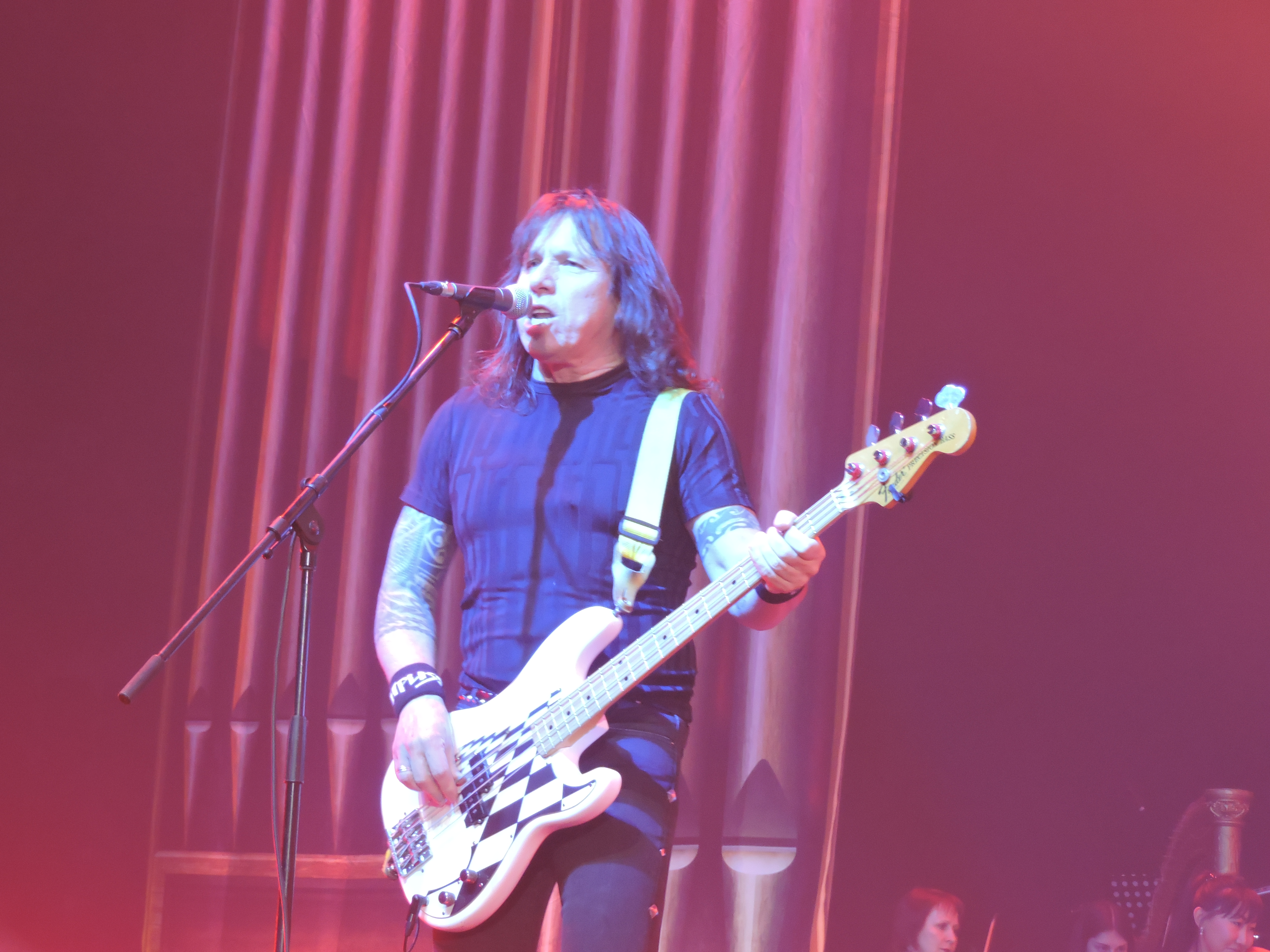
Виталий не только играет на бас-гитаре, но и подпевает

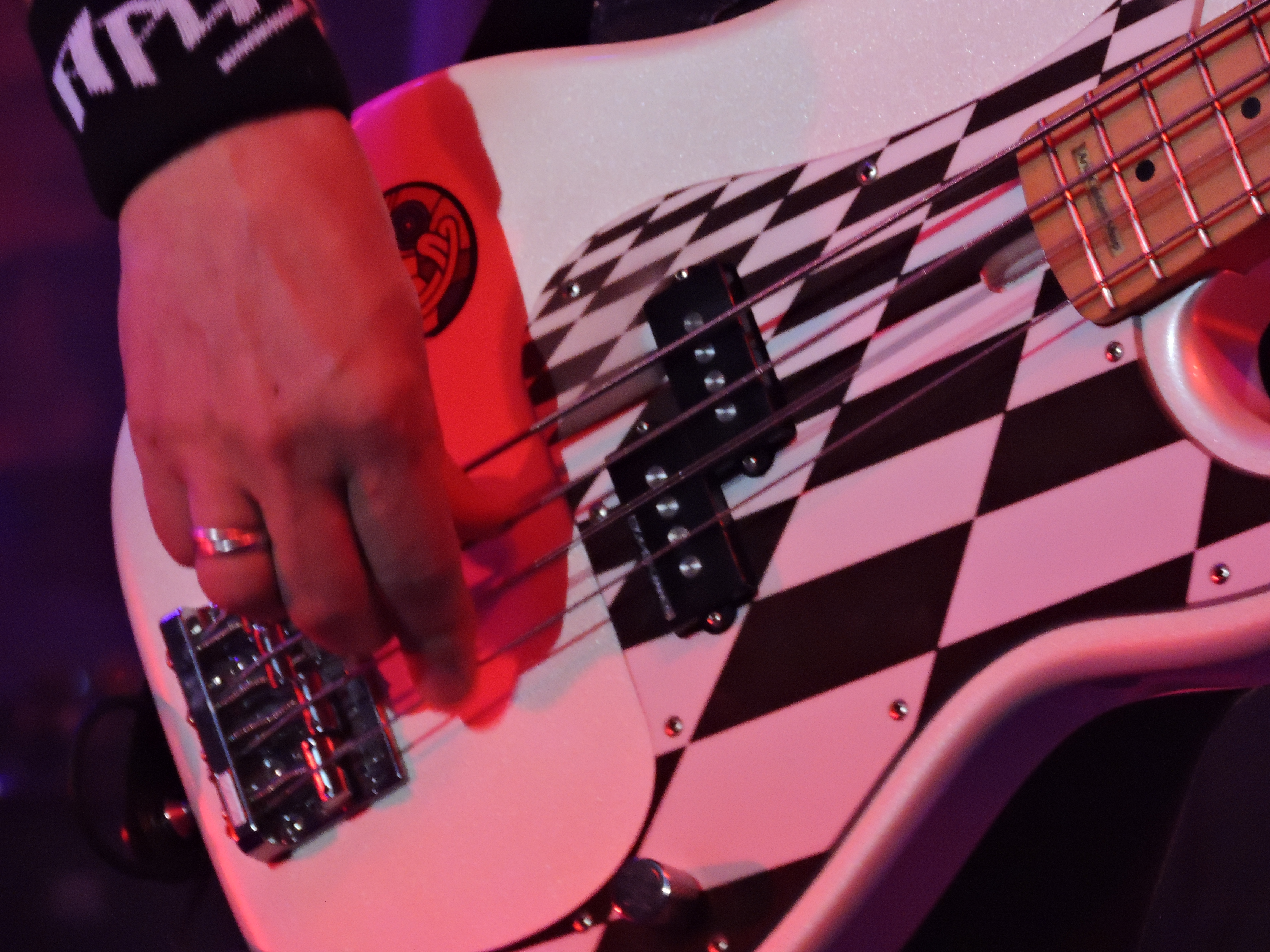
Уже много лет Дубинин играет на бас-гитаре вот такого дизайна

Вита́лий Алексе́евич Дуби́нин (род. 9 октября 1958, Москва) — советский и российский рок-музыкант, композитор, бас-гитарист и бэк-вокалист группы «Ария», автор бо́льшей части её произведений (написал более 60 песен). С апреля 2008 года единоличный владелец бренда «Ария».
Его соавтором в 1987—1998 годах являлся институтский однокашник Владимир Холстинин. Совместно с ним является лидером «Арии». После ухода почти всего первого состава «Арии» является вторым бессменным участником коллектива.

## Биография
Виталий Дубинин родился 9 октября 1958 года в Москве в районе Внуково. Играл в школьном ансамбле вначале на барабанах, затем на бас-гитаре.
- В 1975 году поступил в Московский энергетический институт, где познакомился с Владимиром Холстининым.
- Вместе с ним в 1976 году стал основателем институтской рок-группы «Волшебные сумерки», в которой был басистом и вокалистом, а также автором некоторой части репертуара.
- В 1982 году  записал при участии Владимира Холстинина альбом «Осень», опубликованный только в 2009 году[3].
  - После распада группы в феврале 1983 года вместе с Холстининым вошёл в первый (оригинальный) состав группы «Альфа», записав альбом «Гуляка». Отыграв несколько концертов, ушёл из группы из-за отказа Сарычева выступать на профессиональной сцене.
- В сентябре 1983 года поступил на работу в «Поющие сердца» в качестве вокалиста.
- Голос Дубинина звучит на миньоне группы 1984 года — «Дирижирует ГАИ».
  - Покинул ансамбль в 1984 году ради учёбы в Гнесинском училище, которое окончил по классу вокала.
- С 1985 года выступал с сольной программой, работая в Северо-Осетинской филармонии.
- В 1986 году сольно выступил на первом дне фестиваля «Рок-панорама-86».
- В 1987 году снялся в клипе на песню Криса Кельми «Замыкая круг», пропев строчку «Почему стремятся к свету все растения на свете?» (песня записывалась в 1986 году).
- После распада первого состава «Арии» в 1987 году был приглашён Холстининым на место ушедшего Алика Грановского, в качестве басиста. С самого начала стал постоянным автором музыки, написал ряд песен, получивших широкую известность («Штиль», «Герой асфальта», «Улица Роз», «Осколок льда»). Значительную часть песен написал вместе с Владимиром Холстининым (в том числе полностью альбом «Игра с огнём»), а также выступил соавтором во всех песнях, написанных Сергеем Мавриным в Арии.
- В начале 1990-х годов Дубинин и Холстинин основали студию «АРИЯ Records». В группе навыки Дубинина как вокалиста редко были востребованы. Однако он является постоянным бэк-вокалистом группы, а также солирует в песнях «Пытка тишиной», «Кровь королей», «Поле битвы» и «Феникс».
- Также в 1997 году вместе с Холстининым они записали и выпустили совместный сайд-проект — альбом «АвАрия». Он состоял преимущественно из песен «Арии», записанных в акустической аранжировке и с вокалом Виталия, а также двух его новых песен «Ужас и страх» и «Такая вот печаль…», не укладывавшихся в стиль «Арии».
  - Спустя 21 год они были переаранжированы и выпущены в октябре 2018 года на трибьют-альбоме Salto Vitale, приуроченном к 60-летнему юбилею музыканта.
- После «Судного дня» и распада «Арии» сформировал вместе с Холстининым новый состав группы с вокалистом Артуром Беркутом, гитаристом Сергеем Поповым и ударником Максимом Удаловым, который в 1987 году уже был участником коллектива. В 2011 году Артур Беркут покидает «Арию», и его место занимает Михаил Житняков.
- 13 декабря 2021 г. стал гостем вечерней программы «Наше время», выходящей на «Радио России», представив новые композиции. Ведущие — Ольга Максимова и Дмитрий Чернов.
- 18 февраля 2022 г. в «Чартовой дюжине» «Нашего радио» стартовал первый сингл с будущего альбома — песня «Русский сон», на которую также был выпущен видеоклип.
  - 4 марта в эфире «Чартовой дюжины» артист рассказал, что альбом уже почти записан узким составом из 4-х человек (среди них сам Виталий и Сергей Маврин).
  - 8 апреля 2022 г. стало известно, что релиз второго сингла с альбома состоится 15 апреля — в этот день вышла песня «Бес в твоих глазах»,
  - а 29 апреля она стартовала в эфире «Чартовой дюжины» «Нашего радио». В том же эфире Виталий Дубинин сообщил, что на песню был снят бюджетный видеоклип; также в ходе эфира он рассказал (сидя в одной студии с М. Бугаевым), что соавторами его первого сольного альбома стали Михаил Бугаев (участвует в работе над диском ещё с 2020 г.) и Маргарита Пушкина (автор текстов всех песен с этого альбома).
  - Релиз альбома (его название «Бал Маскарад») состоялся 24 июня 2022 г.
- В феврале 2023 года вышел мини-альбом дополнение «Бал-Маскарад. Постскриптум»[4].
  - 28 апреля вышла концертная версия альбома «Live-Маскарад» из 7 композиций[5].

13 марта 2025 года Виталий Дубинин анонсировал публикацию книги своей автобиографии «Это серьёзно и несерьёзно», написанной им в соавторстве с журналисткой Татьяной Винокуровой.

## Оценки
По мнению бывшего гитариста группы Андрея Большакова своим успехом «Ария» обязана композиторскому таланту Виталия Дубинина:

Всё-таки главный композитор «Арии» — Виталий Дубинин. Холстинин придумывает эффектные риффы, Дубинин же просто замечательный мелодист… Его мелодии смахивают на традиционные наши российские песни под гитару.
— Андрей Большаков

## Личная жизнь
- Первая жена — продюсер Марта Могилевская.
  - От брака с ней есть сын Андрей (род. 1983).
- Вторая жена — Лариса. От неё у него двое детей:
  - Александр (род. 1994) и
  - Алексей (род. 1998)[8].

## Дискография
| Год выпуска | Исполнитель                          | Название релиза            | Тип релиза       | Участие                                    |
| ----------- | ------------------------------------ | -------------------------- | ---------------- | ------------------------------------------ |
| 1982        | Виталий Дубинин                      | Осень                      | Магнитоальбом    | Вокал, бас-гитара                          |
| 1983        | Волшебные сумерки                    | Лень                       | Песня            | Вокал, гитара                              |
| 1983        | Альфа                                | Гуляка (Расклейщик афиш)   | Студийный альбом | Бас-гитара                                 |
| 1984        | Поющие сердца                        | Дирижирует ГАИ             | Мини-альбом      |                                            |
| 1987        | Крис Кельми                          | Замыкая круг               | Песня            | Вокал                                      |
| 1987        | Виталий Дубинин                      | День рождения              | Песня            | Вокал                                      |
| 1997        | Виталий Дубинин и Владимир Холстинин | АвАрия                     | Студийный альбом | Вокал, бас-гитара композитор               |
| 2005        | ХимерА                               | Агония                     | Студийный альбом | Композитор трека «Следуй за мной»          |
| 2010        | Margenta                             | Цветок майорана            | Сингл            | Вокал (треки 4 и 5)                        |
| 2010        | Маврин                               | Неформат-2                 | Мини-альбом      | Вокал и сокомпозитор, трек «Дай руку мне»  |
| 2010        | Виталий Дубинин                      | Бабы, бабы                 | Песня            |                                            |
| 2012        | Маврин                               | Противостояние             | Студийный альбом | Вокал (трек 4)                             |
| 2018        | Margenta                             | Salto Vitale               | Трибьют-альбом   | Композитор песен                           |
| 2019        | Куртки Кобейна                       | Куртки Кобейна             | Студийный альбом | Бас-гитара в треке 6 «Охота на кузнечиков» |
| 2019        | Stonehand                            | Smoke on the water         | Stone Purple     | Бас-гитара в треках 11-12                  |
| 2021        | Виталий Дубинин и Сергей Маврин      | Герой асфальта 2021        | Песня            | Вокал, гитара и сокомпозитор               |
| 2022        | Виталий Дубинин                      | Бал-Маскарад               | Студийный альбом | Вокал, бас-гитара, автор музыки            |
| 2023        | Виталий Дубинин                      | Бал-Маскарад, Постскриптум | Мини-альбом      | Вокал, бас-гитара, автор музыки            |